# Lemont, Illinois
Lemont är en ort (village) i Cook County, DuPage County, och  Will County, i delstaten Illinois, USA. Enligt United States Census Bureau har orten en folkmängd på 16 076 invånare (2011) och en landarea på 20,6 km².